# Dušan Vasiljević
Dušan Vasiljević (in serbo Душан Васиљевић?; Belgrado, 7 maggio 1982) è un ex calciatore serbo, di ruolo centrocampista.

## Caratteristiche tecniche
Trequartista forte fisicamente che sa impostare il gioco e andare in profondità, può essere utilizzato anche come centrale o mediano.

## Carriera

### Club
Cresce calcisticamente in patria al Kolubara, nel 2002 passa al Mogren militante nella massima serie montenegrina, dopo solo una stagione con 25 presenze e nove gol, lascia la squadra di Budua per accasarsi al Radnički Obrenovac militanti nella massima serie serba tornando così in patria. Dato lo scarso minutaggio solo sei presenze a fine stagione rescinde con il club. Per la stagione 2004-2005 si accasa al Békéscsaba militanti nella massima serie magiara, a fine stagione culminata con la retrocessione all'ultimo posto e dalle pesanti penalizzazioni ricevute per questioni societarie dopo 25 presenze e due reti segnate contro Nyíregyháza e Sopron lascia il club bianco-viola per restare sempre in Ungheria nella massima serie ma questa volta con il Kaposvár con cui firma un contratto biennale chiudendo la prima stagione con un tranquillo settimo posto finale con 16 presenze e due reti messe a segno, la seconda stagione va ancora meglio confermando lo stesso piazzamento dell'anno prima ma trovando più continuità con sette reti in 27 presenze. Inizia la stagione 2007-2008 con il club bianco-verde, ma a gennaio del 2008 spinti dalle ottime prestazioni del ragazzo convincono i tedeschi dell'Energie Cottbus a metterlo sotto contratto, esordendo in una partita della Bundesliga il 2 febbraio nella sconfitta interna subita per 3-2 per mano del Bayer Leverkusen fininendo i campnato al quattordicesimo posto. Rimane sotto contratto con il club di Cottbus ancora per un'altra stagione dove tuttavia non riesce ad evitare la retrocessione dopo i play-out lasciando il club dopo un anno e mezzo con 24 presenze e nessuna rete, per il campionato successivo lo vede passare ai cechi dello Slavia Praga dove gioca sia i preliminari di Champions League che i gironi di Europa League esordendo in campionato alla seconda giornata nella sconfitta per 2-0 contro il Brno. Ma già a gennaio dopo sole nove partite disputate senza mai andare a segno lascia il club di Praga per andare all'Ujpest ritornando così in Ungheria a distanza di tre anni dall'ultima volta, fa il suo esordio con la squadra viola in occasione della sedicesima giornata di campionato nella sconfitta interna avvenuta per 3-0 contro il Gyori ETO mette a segno i suoi primi gol con la sua nuova squadra alla ventisettesima giornata in occasione de uno dei tanti derby della capitale nella fattispecie contro l'MTK Budapest segnando addirittura una tripletta che risulterà essere poi determinante alla vittoria finale della sua squadra terminando il match 5-4, a fine stagione dopo aver chiuso al quarto posto il campionato con quattro reti in 15 presenze passa al Videoton. Fa il suo esordio con il club di Székesfehérvár l'8 agosto 2010 alla seconda giornata di campionato nella vittoria per 3-0 sul Vasas, segna la sua prima rete con il suo nuovo club già alla giornata di campionato successiva firmando il definitivo 3-0 ai danni dell'MTK Budapest. Al termine della stagione con un bottino personale di quattro reti in 27 presenze si laurea campione d'Ungheria vincendo il titolo, la stagione successiva inizia per il meglio vincendo la Supercoppa d'Ungheria per 1-0 sul Kecskemét ma a febbraio 2012 dopo 13 presenze e due gol passa all'ambizioso Ujpest facendo così ritorno a due anni dall'ultima volta. Gioca la sua prima il 3 marzo nell'1-1 contro il Siófok nelle seguenti tre stagioni e mezzo passate con la casacca viola diventa titolare inamovibile e volto della squadra riuscendo a vincere una Coppa e una Supercoppa d'Ungheria con un bilancio totale di 30 reti in 111 presenze. Il 27 agosto 2015 rimane a giocare sempre a Budapest ma cambiando squadra firmando un contratto biennale con l'Honvéd fa il suo esordio con la squadra dell'esercito il 19 settembre nello 0-0 contro l'Haladás segnando la sua prima rete nel terzo turno di coppa d'Ungheria del 14 ottobre contro il Soroksar, terminando la sua prima stagione con 2 reti segnate in 22 apparizioni in campionato. La seconda stagione lo vede meno impiegato nelle partite di campionato a discapito di quelle in coppa nazionale dove riesce ad essere molto più proficuo segnando 6 gol in sole 8 presenze, il 27 maggio 2017 dopo aver vinto lo scontro al vertice per 1-0 contro il Videoton si laurea insieme al resto della squadra campione d'Ungheria, al termine della stagione dopo la scadenza del contratto rimane svincolato. Il 5 ottobre 2017 firma un contratto fino a fine stagione col Budafok, club di seconda divisione ungherese. Esordisce pochi giorni dopo contro il Siófok giocando gli ultimi scampoli di partita al posto di Tamás Nagy. Venendo poco impiegato, partendo solamente tre volte titolare e non rimanendo mai per tutti i 90' minuti in campo, nel gennaio 2018 all'età di 35 anni decide di ritirarsi dal calcio giocato.

## Statistiche

### Presenze e reti nei club
Statistiche aggiornate al 6 settembre 2017.
| Stagione               | Squadra                | Campionato             | Campionato | Campionato | Coppe nazionali | Coppe nazionali | Coppe nazionali | Coppe continentali | Coppe continentali | Coppe continentali | Altre coppe | Altre coppe | Altre coppe | Totale | Totale |
| Stagione               | Squadra                | Comp                   | Pres       | Reti       | Comp            | Pres            | Reti            | Comp               | Pres               | Reti               | Comp        | Pres        | Reti        | Pres   | Reti   |
| ---------------------- | ---------------------- | ---------------------- | ---------- | ---------- | --------------- | --------------- | --------------- | ------------------ | ------------------ | ------------------ | ----------- | ----------- | ----------- | ------ | ------ |
| 2002-2003              | FK Mogren              | PL                     | 25         | 9          | CRM             | 3               | 2               | -                  | -                  | -                  | -           | -           | -           | 28     | 11     |
| 2003-2004              | Radnički Obrenovac     | SL                     | 6          | 0          | CS              | 1               | 0               | -                  | -                  | -                  | -           | -           | -           | 7      | 0      |
| 2004-2005              | Kecskemét              | NBI                    | 25         | 2          | MK              | 2               | 0               |                    | -                  | -                  |             | -           | -           | 27     | 2      |
| 2005-2006              | Kaposvár               | NBI                    | 16         | 2          | MK              | 0               | 0               | -                  | -                  | -                  | -           | -           | -           | 16     | 2      |
| 2006-2007              | Kaposvár               | NBI                    | 27         | 7          | MK              | 3               | 1               | -                  | -                  | -                  | -           | -           | -           | 30     | 24     |
| 2007-gen. 2008         | Kaposvár               | NBI                    | 14         | 2          | MK+MLK          | 5+4             | 1+0             | -                  | -                  | -                  | -           | -           | -           | 24     | 3      |
| Totale Kaposvár        | Totale Kaposvár        | Totale Kaposvár        | 57         | 11         |                 | 12              | 2               |                    | -                  | -                  |             | -           | -           | 69     | 13     |
| gen.-giu. 2008         | Energie Cottbus        | BL                     | 12         | 0          | CG              | -               | -               | -                  | -                  | -                  | -           | -           | -           | 12     | 0      |
| 2008-2009              | Energie Cottbus        | BL                     | 12         | 0          | CG              | 1               | 0               | -                  | -                  | -                  | -           | -           | -           | 13     | 0      |
| Totale Energie Cottbus | Totale Energie Cottbus | Totale Energie Cottbus | 24         | 0          |                 | 1               | 0               |                    | -                  | -                  |             | -           | -           | 25     | 0      |
| 2009-gen. 2010         | Slavia Praga           | 1L                     | 9          | 0          | CRC             | 2               | 2               | UCL+UEL            | 1+2                | 0+0                | -           | -           | -           | 14     | 2      |
| gen.-giu. 2010         | Újpest                 | NBI                    | 15         | 4          | MK+MLK          | 2+1             | 0+0             | UEL                | -                  | -                  | -           | -           | -           | 18     | 4      |
| 2010-2011              | Videoton               | NBI                    | 27         | 4          | MK+MLK          | 8+2             | 5+0             | UEL                | 0                  | 0                  | MS          | 0           | 0           | 37     | 9      |
| 2011-feb. 2012         | Videoton               | NBI                    | 13         | 2          | MK+MLK          | 3+6             | 1+2             | UCL                | 1                  | 0                  | MS          | 1           | 0           | 24     | 5      |
| Totale Videoton        | Totale Videoton        | Totale Videoton        | 40         | 6          |                 | 19              | 8               |                    | 1                  | 0                  |             | 1           | 0           | 61     | 14     |
| feb.-giu. 2012         | Újpest                 | NBI                    | 13         | 4          | MK+MLK          | 3+-             | 0+-             | -                  | -                  | -                  | -           | -           | -           | 16     | 4      |
| 2012-2013              | Újpest                 | NBI                    | 29         | 7          | MK+MLK          | 0+0             | 0+0             | -                  | -                  | -                  | -           | -           | -           | 29     | 7      |
| 2013-2014              | Újpest                 | NBI                    | 29         | 8          | MK+MLK          | 7+4             | 4+2             | -                  | -                  | -                  | -           | -           | -           | 40     | 14     |
| 2014-2015              | Újpest                 | NBI                    | 19         | 3          | MK+MLK          | 3+3             | 2+0             | -                  | -                  | -                  | MS          | 1           | 0           | 26     | 5      |
| Totale Újpest          | Totale Újpest          | Totale Újpest          | 105        | 26         |                 | 23              | 8               |                    | -                  | -                  |             | 1           | 0           | 129    | 34     |
| 2015-2016              | Honvéd                 | NBI                    | 22         | 2          | MK              | 3               | 2               | -                  | -                  | -                  | -           | -           | -           | 25     | 4      |
| 2016-2017              | Honvéd                 | NBI                    | 15         | 1          | MK              | 5               | 4               |                    | -                  | -                  | -           | -           | -           | 20     | 5      |
| Totale Honvéd          | Totale Honvéd          | Totale Honvéd          | 37         | 3          |                 | 8               | 6               |                    | -                  | -                  |             | -           | -           | 45     | 9      |
| ott. 2017-gen. 2018    | Budafok                | NBII                   | 7          | 0          | MK              | 2               | 0               | -                  | -                  | -                  | -           | -           | -           | 9      | 0      |
| Totale carriera        | Totale carriera        | Totale carriera        | 335        | 57         |                 | 73              | 28              |                    | 4                  | 0                  |             | 2           | 0           | 414    | 85     |

## Palmarès

### Club

#### Competizioni nazionali
- Campionato ungherese: 2

Videoton: 2010-2011
Honved: 2016-2017
- Coppa d'Ungheria: 1

Újpest: 2013-2014
- Supercoppa di Ungheria: 2

Videoton: 2011
Újpest: 2014